# Johan Dreijer
Johan Dreijer, född 1731 i Stockholm, död där 8 december 1798, var en svensk grosshandlare, skeppsredare och riksdagsman.

## Biografi
Johan Dreijer var son till den tyskättade skräddaren Joachim Dreijer, som avled då han ännu var liten. Modern Anna Sofia Rantze gifte senare om sig med handelsmannen Nils Eriksson Öhman och 1744–1745 arbetade han i styvfaderns handelsbod. Efter även dennes död fortsatte han att hjälpa sin mor i affären innan han 1746 gick till sjöss. 1752 erhöll han burskap i Visby som kofferdiskeppare och skall efterhand varit delägare eller medredare i de fartyg han förde befäl på. Under Pommerska kriget förde han befälet på ett fartyg där han själv var hälftenägare. Det togs två gånger av brittiska kapare men frigavs åter. Till slut blev det dock taget av Preussiska kapare som förde fartyget till Emden där fartyg och last beslagtogs. Själv satt Dreijer tio månader fängslad som krigsfånge. 
1762 slog han sig i stället ned i Stockholm som grosshandlare. 1764 gifte han sig med Anna Margareta Zelling, som inte bara gav honom en stor hemgift utan även genom sin släkt gav honom betydelsefulla affärsförbindelser. Från 1766 var han huvudman för ett bolag som kallades Dreijer, senare Zelling & Müller och slutligen Dreijer & Zelling. Efter svärfaderns död var svågern Carl Magnus Zelling hans kompanjon i firman. Bolaget bedrev främst rederiverksamhet. I slutet av 1760-talet var bolaget delägare i 15–16 fartyg, 1775 hade antalet stigit till 24, värderade till närmare en miljon daler kopparmynt. handelsverksamhet omfattade såväl import som export med varor som järn, trävaror, viner, salt, tobak med mera. Fartygen seglade till Sankt Petersburg, Riga, Reval och andra Östersjöhamnar men även till London, Nederländerna, Frankrike och Medelhavet.
Dreijer var även direktör över sjömanshuset 1767–1777, ledamot av Stockholms äldste 1767–1779, en av grosshandelssocietetens deputerade för hemliga handelsärenden 1768, bankofullmäktig 1770–1779, riksdagsman vid riksdagarna 1771–1772 och 1789. Handelsrörelsen var i stor utsträckning beroende av lån i såväl svenska som utländska banker. Deflationskrisen efter mössornas seger i riksdagen 1765–1766 blev därför ödesdiger för firman, som köpt upp stora varulager med lån till en hög kurs, som sedan måste säljas med förlust. Johan Dreijers bror Arendt Dreijer som 1767 utsetts till konsul i Cadiz gjorde konkurs, och denna berörde även Johan. Bolaget höll dock ut under nio år, men i slutet av 1775 måste det inge konkursansökan. Tillgångarna i bolaget överskred då ännu skulderna, och flera kreditorer samtyckte till bolagsägarnas ansökan om cession men andra drev på och till slut avträdde Dreijer all egendom till kreditorerna. Hustrun kunde dock behålla stora delar av boet som hemgift och ersättning för arv vilket skyddades genom ett äktenskapsförord. Bland han tvingades avstå var dock Stora Nyckelviken som han köpt av Herman Petersen.
Dreijers politiska verksamhet hindrades dock inte av konkursen. Dreijer var 1767–1779 en av Stockholms äldste, och hade redan 1765 önskat söka sig till riksdagen, men då förklarats ej valbar då han hade för få burskapsår. 1771 valdes han dock av hattarna i riksdagen och blev där en betydande kraft. Hans tal om den nöd som hotade landet för att genomdriva ett förbud mot brännvinsbränning under missväxtåren uppmärksammades. Han lyckades få både Adolf Fredriks och Gustav III:s förtroende. Dreijer stödde Gustav III:s statskupp. Genom Dreijers inflytande upphävde Gustav III redan på revolutionsdagens kväll avspärrningen av riksbanken som beordrats för att tillförsäkra kungen kontrollen över penningverket. Som riksbanksfullmäktig 1770–1779 stödde Dreijer 1775 kungens realisationsplaner. 1779 blev han rådman i Stockholm samma år direktör i borgarståndets kansli. Genom sitt stöd för Gustav III ådrog sig Dreijer mycket missnöje och han förlorade riksdagsvalet 1788. Han erhöll dock en riksdagsplats genom fyllnadsval och deltog i riksdagen 1789. Efter riksdagen blev tre borgmästartjänster lediga i Stockholm. Gustav III som gärna ville se en anhängare bland borgmästarna utsåg Dreijer till handelsborgmästare, trots att magistraten vägrat föra upp honom på förslag.
Han blev ledamot av konvojkommissariatet 1790 och kommitterad för konvojärenden samma år. Han erhöll 1791 Jernkontorets guldmedalj för sina insatser för att öka arbetsstyrkan vid Stockholms järnvåg.

## Familj
Johan gifte sig den 6 december 1764 i Stockholm med Anna Margareta Zelling. Tillsammans fick de tre barn; 1770 sonen Carl Dreijer, 1768 dottern Johanna Charlotta Dreijer och 1766 sonen Petrus Magnus Dreijer.